# Confederación canadiense

Mapa animado de la confederación canadiense desde 1867.

La Confederación Canadiense o Confederación de Canadá (Canadian Confederation en inglés; Confédération canadienne en francés) fue el proceso a través del cual el dominio federal de Canadá se fue formando desde el 1 de julio de 1867 a partir de las provincias, colonias y territorios de la Norteamérica británica.

## Terminología
Canadá es una federación y no una asociación confederada de estados soberanos, que es lo que significa "confederación" en la teoría política contemporánea. Sin embargo, a menudo se considera que está entre las federaciones más descentralizadas del mundo. El uso del término confederación surgió en la Provincia de Canadá para referirse a las propuestas que comenzaron en la década de 1850 para federar a todas las colonias británicas de América del Norte, a diferencia de Canadá Oeste (Ontario) y Canadá Este (Quebec). Para los contemporáneos de la Confederación, el prefijo con- indica un fortalecimiento del principio de centro en comparación con la federación americana.
En este contexto canadiense, la confederación aquí describe el proceso político que unió a las colonias en la década de 1860, los eventos relacionados y la posterior incorporación de otras colonias y territorios. El término ahora se usa a menudo para describir a Canadá de manera abstracta, como en "los Padres de la Confederación". También se dice que las provincias y territorios que se convirtieron en parte de Canadá después de 1867 se unieron o entraron en la confederación (pero no en la Confederación ). El término también se usa para dividir la historia de Canadá en períodos anteriores a la Confederación (es decir, antes de 1867) y posteriores a la Confederación (es decir, después de 1867).

## Lista de las provincias y territorios en el orden en el que entraron en la Confederación
Hay 10 provincias y 3 territorios canadienses. Los nombres en cursiva hacen referencia a los territorios.
| Orden | Fecha                   | Denominación              | Capital               | Ciudad más grande     |
| ----- | ----------------------- | ------------------------- | --------------------- | --------------------- |
| 1     | 1 de julio de 1867      | Ontario                   | Toronto               | Toronto               |
| 1     | 1 de julio de 1867      | Quebec                    | Quebec                | Montreal              |
| 1     | 1 de julio de 1867      | Nueva Escocia             | Halifax               | Halifax               |
| 1     | 1 de julio de 1867      | Nuevo Brunswick           | Fredericton           | Moncton               |
| 5     | 15 de julio de 1870     | Manitoba                  | Winnipeg              | Winnipeg              |
| 5     | 15 de julio de 1870     | Territorios del Noroeste  | Yellowknife           | Yellowknife           |
| 7     | 20 de julio de 1871     | Columbia Británica        | Victoria              | Vancouver             |
| 8     | 1 de julio de 1873      | Isla del Príncipe Eduardo | Charlottetown         | Charlottetown         |
| 9     | 13 de junio de 1898     | Yukón                     | Whitehorse            | Whitehorse            |
| 10    | 1 de septiembre de 1905 | Saskatchewan              | Regina                | Saskatoon             |
| 10    | 1 de septiembre de 1905 | Alberta                   | Edmonton              | Calgary               |
| 12    | 31 de marzo de 1949     | Terranova y Labrador      | San Juan de Terranova | San Juan de Terranova |
| 13    | 1 de abril de 1999      | Nunavut                   | Iqaluit               | Iqaluit               |

La Provincia del Bajo Canadá, que ocupaba el sur de Quebec, y la provincia del Alto Canadá, que es hoy el sur de Ontario, se unieron para empezar a formar a la Provincia de Canadá en 1841. En 1867 se unieron también con el Nuevo Brunswick y la Nueva Escocia para formar la Confederación Canadiense.